# Hajli Gubbi
Hajli Gubbi je nejjižnější vulkán pohoří Irta’ale v Etiopii. Sopku tvoří starší štítová sopka, který je pokryta mladšími lávovými proudy a 521 m vysokým struskovým kuželem, ukončeným 200 m širokým kráterem s přetrvávající fumarolickou aktivitou.